# Fusilli

Fusilli

Fusilli (även kallade pastaskruvar) är små, tjocka, korkskruvsformade pasta. Ordet fusilli kommer förmodligen från fusile, arkaiskt eller dialektalt ord för gevär (fucile i modern italienska), som syftar på den spiralräfflade pipan på den senare (jämför med engelskans rifle). Ordet kan även betyda "liten slända" i modern italienska.
Gröna och röda varianter på fusilli (eller all pasta) görs genom att använda spenat eller rödbetsjuice istället för vatten. Det finns även varianter gjorda på fullkornsvete.